# Hemirrhagus
Hemirrhagus is een geslacht van spinnen uit de familie vogelspinnen (Theraphosidae).

## Soorten
De volgende soorten zijn bij het geslacht ingedeeld:
- Hemirrhagus cervinus (Simon, 1891)
- Hemirrhagus chilango Pérez-Miles & Locht, 2003
- Hemirrhagus coztic Pérez-Miles & Locht, 2003
- Hemirrhagus elliotti (Gertsch, 1973)
- Hemirrhagus eros Pérez-Miles & Locht, 2003
- Hemirrhagus gertschi Pérez-Miles & Locht, 2003
- Hemirrhagus grieta (Gertsch, 1982)
- Hemirrhagus mitchelli (Gertsch, 1982)
- Hemirrhagus nahuanus (Gertsch, 1982)
- Hemirrhagus ocellatus Pérez-Miles & Locht, 2003
- Hemirrhagus papalotl Pérez-Miles & Locht, 2003
- Hemirrhagus perezmilesi García-Villafuerte & Locht, 2010
- Hemirrhagus pernix (Ausserer, 1875)
- Hemirrhagus puebla (Gertsch, 1982)
- Hemirrhagus reddelli (Gertsch, 1973)
- Hemirrhagus stygius (Gertsch, 1971)